# ستفونتن
ستفونتن (به لوکزامبورگی: Simmer) یک شهرداری در استان کاپلن کشور لوکزامبورگ است که ۱۴٫۹۶ کیلومترمربع مساحت دارد و جمعیت آن در سال ۲۰۰۹ میلادی ۷۴۸ نفر بوده‌است.